# Новоселівка (Валківська міська громада)
Новосе́лівка — село в Україні, у Валківській міській громаді Богодухівського району Харківської області. Населення складає 42 осіб. До 2020 року орган місцевого самоврядування — Благодатненська сільська рада. 

## Географія
Село Новоселівка розташоване на межі Харківської та Полтавської областей, на початку балки Загальна, якою тече пересихаючий струмок, один з витоків річки Чутівка, за 30 км від адміністративного центру громади і проходить автошляхом місцевого та міжнародного значення E40, з яким збіється М03, за 2 км від села Крута Балка.

## Історія
Село засноване 1857 року. 
12 червня 2020 року, розпорядженням Кабінету Міністрів України № 725-р «Про визначення адміністративних центрів та затвердження територій територіальних громад Харківської області», село увійшло до складу Валківської міської громади.
17 липня 2020 року, в результаті адміністративно-територіальної реформи та ліквідації Валківського району, село увійшло до складу Богодухівського району.